# Kraftfahrzeug-Steuervergünstigung
Unter Kraftfahrzeug-Steuervergünstigung versteht man die im Kraftfahrzeugsteuergesetz (KraftStG) geregelten Reduzierungen oder Befreiungen von der Kraftfahrzeugsteuer.

## Allgemeines

### Wirkung
Die Steuerbefreiungen treten grundsätzlich kraft Gesetzes durch Verwirklichung des Befreiungstatbestandes ein, wodurch sie keines formellen Antrags bedürfen. Ausschlaggebend ist die Zweckbestimmung nach dem Willen des Halters. Hierdurch kann die Steuerbefreiung bereits bei Zulassung des Kfz festgestellt werden. Bei späterer Zweckumwidmung kann die Steuerbefreiung auch nachträglich geltend gemacht werden. Hierfür ist die Schriftform zu wählen, worin der die Steuerbefreiung begründende Sachverhalt enthalten sein soll (§ 7 Abs. 1 KraftStDV). Meist wird nach Feststellung der Zulassungsbehörde das Hauptzollamt hierüber zwecks Prüfung informiert.
Ausnahmen von dieser Regelung bestehen insbesondere für die Steuerermäßigung für Oldtimer sowie für Steuerermäßigung oder -befreiung für Schwerbehinderte (§ 3a KraftStG). In diesen Fällen ist beim zuständigen Hauptzollamt ein Antrag auf Steuerermäßigung/-Befreiung zu stellen, dessen Bewilligung abgewartet werden muss. Anträge nehmen auch die örtlichen Zollämter entgegen. 

### Kennzeichen

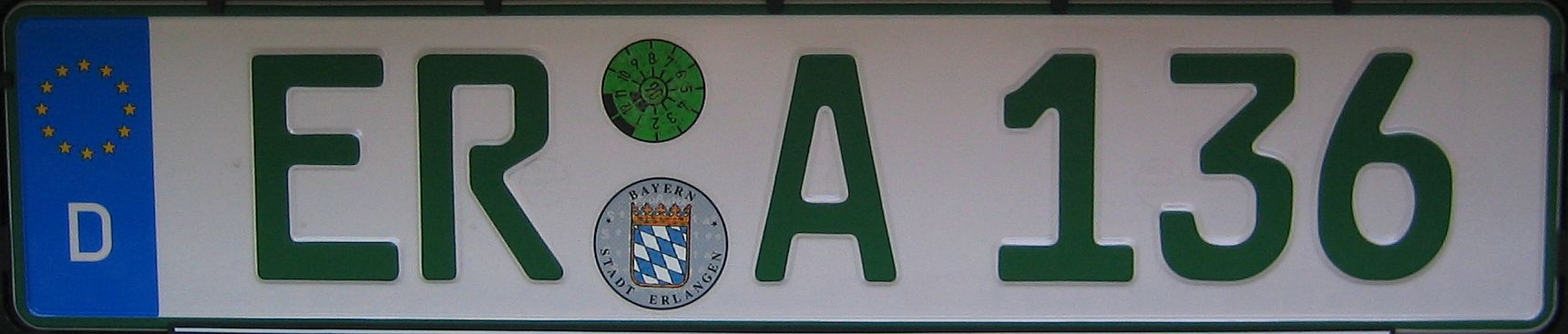
Grüne Kennzeichen zur Kenntlichmachung steuerbefreiter Kraftfahrzeuge

Von der Kraftfahrzeugsteuer befreite Fahrzeuge müssen als solche kenntlich gemacht werden. Sie werden von der Zulassungsbehörde mit einem grünen Kennzeichen ausgestattet (§ 9 Abs. 2 FZV). Die Zuteilung eines grünen Kennzeichens erfolgt in den genannten Ausnahmefällen erst nach Prüfung des Sachverhalts durch das Hauptzollamt. 
Abweichend hiervon werden folgende steuerbefreite Fahrzeuge mit normalen schwarzen Kennzeichen versehen (§ 10 Abs. 1 FZV): 
- Fahrzeuge von Behörden
- Fahrzeuge diplomatischer oder konsularischer Vertretungen
- Linienverkehr mit maximal neun Sitzplätzen
- Kleinkrafträder und Leichtkrafträder
- Fahrzeuge für schwerbehinderte Personen
- besonders emissionsreduzierte Fahrzeuge

In der folgenden Übersicht werden diese Fahrzeugarten näher erläutert.
Steuerermäßigte Oldtimer erhalten auf Antrag ein separates Oldtimerkennzeichen.

## Steuerermäßigung
Die folgende Liste erläutert Kraftfahrzeugarten, für die eine Ermäßigung vom regulären Steuersatz der Kraftfahrzeugsteuer erwirkt werden kann.

### Oldtimer und rote Kennzeichen
Für als Oldtimer zugelassene Kraftfahrzeuge gilt ein von Hubraum und Schadstoffausstoß unabhängiger jährlicher Steuersatz. Dieser beträgt für Krafträder 46,02 €, für alle übrigen Kraftfahrzeuge 191,73 €. Der gleiche Steuersatz gilt auch für rote Wechselkennzeichen, die insbesondere für Händler für wiederkehrende Probe- und Überführungsfahrten eingesetzt werden (§ 9 Abs. 4 KraftStG i. V. m. § 1 Abs. 1 Nr. 4 KraftStG).

### Fahrzeuge von Schwerbehinderten
Schwerbehinderte, die einen Schwerbehindertenausweis und für diesen ein Beiblatt für eine Wertmarke für die unentgeltliche Beförderung im öffentlichen Personennahverkehr besitzen, können anstelle dieser Wertmarke eine Kfz-Steuerermäßigung von 50 % beantragen (§ 3a Abs. 2 KraftStG i. V. m. § 228 Abs. 1 SGB IX). Schwerbehinderte, deren Ausweis mit mindestens einem der besonderen Merkmale aG (außergewöhnlich gehbehindert), H (hilflos) oder Bl (blind) gekennzeichnet sind, erhalten eine vollständige Steuerbefreiung (§ 3a Abs. 1 KraftStG). Das gilt auch für Schwerbehinderte ohne diese Merkmale aber mit dem Aufdruck „kriegsbeschädigt“, wofür eine Kriegsbeschädigung von mindestens 50 GdB vorliegen muss (§ 17 KraftStG). 
Voraussetzung für die Anerkennung als Schwerbehindertenfahrzeug ist, dass der Schwerbehinderte selbst Halter des Fahrzeugs ist und dass es nur zu seiner Beförderung oder für Fahrten zu seinem Nutzen (z. B. für Einkäufe) verwendet wird, wobei unerheblich ist, wer das Fahrzeug steuert und ob weitere Personen mitfahren. Wird das Fahrzeug für Fahrten genutzt, die in keinem Zusammenhang mit dem Schwerbehinderten stehen (z. B. für über übliches Handgepäck des Behinderten hinausgehende Warentransporte, entgeltliche Beförderungsleistungen oder Nutzung durch Dritte), entfällt die Steuerermäßigung für mindestens den betreffenden Monat (§ 3a Abs. 3 S. 2 KraftStG). Wird das ermäßigte/befreite Fahrzeug eines Schwerbehinderten regelmäßig für solche unerlaubten Fahrten genutzt, kann eine Steuerhinterziehung vorliegen.

### Elektroautos
Elektroautos erhalten eine Steuervergünstigung von 50 Prozent auf die normale Kfz-Steuer (§ 9 Abs. 2 KraftStG). Abweichend hiervon ergibt sich nach der Erstzulassung eine vollständige Steuerbefreiung (siehe Umweltschonende PKW).

### Transport per Eisenbahn
Fahrzeuge (unabhängig vom Beladungszustand) können, sofern sie Teile ihrer Strecke mittels der Eisenbahn (z. B. Autozug / Autoreisezug) zurücklegen, auf Antrag Teile ihrer gezahlten Kraftfahrzeugsteuer zurückerhalten (§ 4 KraftStG). Die Erstattung ist nach der Anzahl der Fahrten und der zurückgelegten Strecke gestaffelt:
- ab 32 bis 62 Fahrten: 25 %
- ab 63 bis 93 Fahrten: 50 %
- ab 94 bis 123 Fahrten: 75 %
- ab 124 Fahrten: 100 %

Wird per Eisenbahn eine Strecke von mehr als 400 km zurückgelegt, wird die betroffene Fahrt doppelt gezählt, bei mehr als 800 km dreifach. Die Steuer wird pro festem Erstattungszeitraum von zwölf Monaten nachträglich erstattet. Hierfür sind Aufzeichnungen mitzuführen.

## Steuerbefreiung
Die folgende Übersicht erläutert alle Kraftfahrzeugarten, die von der Kraftfahrzeugsteuer vollständig befreit sind.

### Zulassungsfreie Kfz
Alle zulassungsbefreiten Kraftfahrzeuge sind von der Kraftfahrzeugsteuer ausgenommen (§ 3 Nr. 1 KraftStG). Gemäß der Fahrzeugzulassungsverordnung sind folgende Fahrzeugarten von der Zulassungspflicht ausgenommen:
- Selbstfahrende Arbeitsmaschinen und Stapler
- Leichtkrafträder
- Kleinkrafträder
- motorisierte Krankenfahrstühle
- Leichtkraftfahrzeuge
- Elektronische Mobilitätshilfen (Segways)

### Hoheitliche Aufgaben

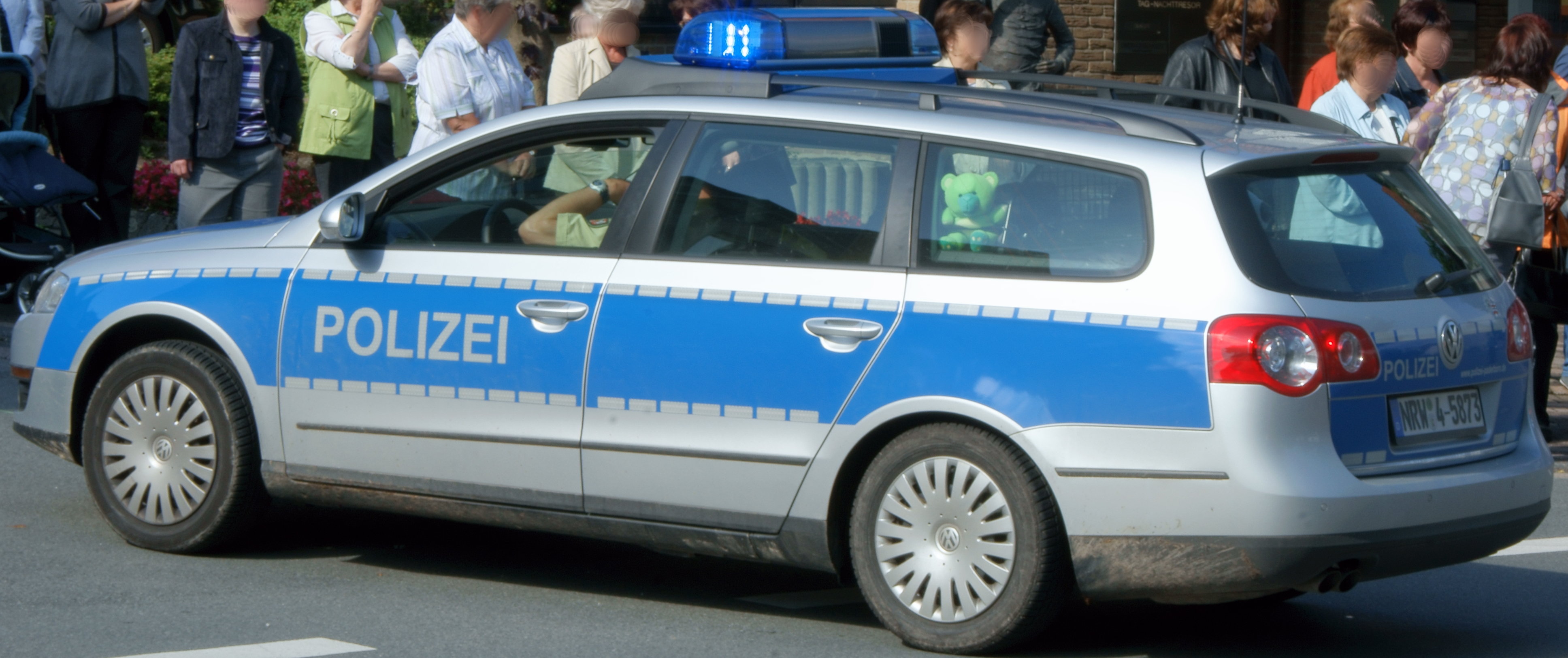
Fahrzeuge zur Erfüllung hoheitlicher Aufgaben sind von der Kraftfahrzeugsteuer befreit.

Von der Steuer befreit sind Fahrzeuge, die ausschließlich im Dienst
- der Bundeswehr
- der Bundespolizei
- der Landespolizeien oder
- des Zolls

verwendet werden (§ 3 Nr. 2 KraftStG).
Unerheblich ist die Art des Fahrzeugs. So sind bei der Polizei nicht nur Streifenwagen, sondern auch Zivilwagen und sonstige Dienst-Kfz von der Kraftfahrzeugsteuer befreit. Vor dem Jahre 2000 galt die Steuerbefreiung ausschließlich für Fahrzeuge, bei denen die Zwecke bestimmt erkennbar sind (so beispielsweise nicht für Zivilstreifen). Diese Bestimmung wurde im Rahmen des Steuerbereinigungsgesetzes 1999 entfernt.

### Wegebau
Fahrzeuge, die von Bund, Ländern oder Gemeinden für den Straßen- und Wegebau unterhalten und entsprechend gekennzeichnet werden, sind steuerfrei (§ 3 Nr. 3 KraftStG). Zum Wegebau gehört nicht nur der eigentliche Bau der privaten oder öffentlichen Straßen und Wege, sondern auch die damit verbundenen Unterhaltungs- und Instandhaltungsarbeiten wie Fahrbahnmarkierungsausbesserungen, Verkehrszeichen, Leitplanken sowie das Ausästen von Straßenbäumen. Die Steuerbefreiung gilt nicht für Fahrzeuge des Wasserstraßen- oder Schienenbaus.

### Straßenreinigung
Fahrzeuge, die ausschließlich zur Reinigung von Straßen verwendet werden und hierfür äußerlich gekennzeichnet sind, sind von der Kraftfahrzeugsteuer befreit (§ 3 Nr. 7 KraftStG). Es ist unerheblich, ob die Straßenreinigung von privater oder öffentlicher Hand durchgeführt wird. Umfasst ist die Reinigung aller Teile, die zu öffentlichen oder nichtöffentlichen Straßen gehören. Hierzu zählen nicht nur die Oberfläche, Sonderstreifen und Gehwege, sondern auch unter der Straße verlaufende Abwasser- und Entwässerungskanäle. Die Steuerbefreiung erlischt allerdings, sobald die Kanalreinigungsfahrzeuge auch private Hausanschlüsse oder ähnliche Entsorgungsanlagen reinigen.
Auch Schlammabsaug- und Kanalhochdruckspülwagen, die nur für die Straßenkanalreinigung eingesetzt werden, sind von der Steuer befreit, sofern sie nicht bereits als selbstfahrende Arbeitsmaschine durch die Zulassungsfreiheit steuerfrei sind. Eine selbstfahrende Arbeitsmaschine liegt dann nicht vor, wenn die Masse des abgesaugten Schlamms, die im bordeigenen Tank transportiert werden soll, 500 kg übersteigt.
Zur Straßenreinigung gehört auch der Winterdienst.
Pannenhilfsfahrzeuge, die ausschließlich Streu- und Straßenreinigungsfahrzeuge betreuen, sind ebenfalls als Straßenreinigung steuerbefreit.
Fahrzeuge der Abfallentsorgung sind in vollem Umfang steuerpflichtig.

### Feuerwehr und Rettungsdienst
Von der Steuer befreit sind Fahrzeuge, die ausschließlich im Dienste
- der Feuerwehr
- des Katastrophenschutzes und bei Unglücksfällen
- des zivilen Luftschutzes (Zivilschutz)
- des Rettungsdienstes und bei Krankentransporten
- sowie für humanitäre Hilfstransporte

verwendet werden (§ 3 Nr. 5 und 5a KraftStG). 
Im Rahmen des Rettungsdienstes können auch Transportfahrzeuge für Rettungshunde inbegriffen sein. Fahrzeuge, die für ambulante Not- und Bereitschaftsversorgung von Kassenärzten eingesetzt werden und die Versorgung außerhalb der üblichen Sprechzeiten gewährleisten, sind nicht steuerbefreit, da diese nur vereinzelt zu ernsten Notfällen gerufen werden.
Die Steuerbefreiung für humanitäre Hilfstransporte gilt ausschließlich für Fahrzeuge von gemeinnützigen oder mildtätigen Organisationen für humanitäre Hilfsgütertransporte ins Ausland sowie damit zeitlich zusammenhängende Vorbereitungsfahrten (§ 3 Nr. 5a KraftStG). Umfasst sind nicht nur Transporte zur Linderung akuter humanitärer Notlagen, sondern alle humanitären Hilfsgütertransporte ungeachtet des Anlasses. Allerdings gilt dies nur für grundlegende, existenzsichernde Güter wie Medikamente und medizinisches Gerät, Nahrung, Kleidung Decken, Notunterkünfte, u. ä. Diesen Bedarf übersteigende Waren gehören nicht dazu.

### Linienverkehr
Das Halten von Fahrzeugen im Linienverkehr ist steuerbefreit (§ 3 Nr. 6 KraftStG). Es ist unerheblich, ob es sich um einen Kraftomnibus oder um einen regulären PKW mit 8 oder 9 Sitzplätzen inkl. Fahrersitz handelt, der im Linienverkehr verwendet wird. Die zu diesen Fahrzeugen gehörenden Anhänger sind ebenfalls steuerbefreit. Die Steuerbefreiung wird gewährt, wenn die Fahrzeuge mehr als 50 Prozent ihrer Fahrleistung im Linienverkehr erbringen.
Über die Fahrleistung im Linienverkehr ist buchmäßiger Nachweis im Sinne eines Fahrtenbuches zu führen. Der Nachweis muss die Motorgesamtleistung, den Kilometerstand bei Beginn und Ende des Nachweiszeitraums sowie die Aufteilung dieser Kilometeranzahl in die anteilige Verwendung im Linien- und Gelegenheitsverkehr aufweisen und Zweck der Fahrt mit Anzahl der Fahrgäste enthalten. Abweichend davon ist bei Oberleitungsbussen ein Nachweis nicht erforderlich; sie sind somit faktisch immer steuerbefreit.
Fahrzeuge des Gelegenheitsverkehrs wie Taxen oder Mietwagen sind ausdrücklich nicht steuerbefreit, da sie, obwohl Teil des ÖPNV, nicht zum Linienverkehr gehören.
Aufgrund des Fahrtenbuches ist die Kraftfahrzeugsteuer bzw. die Steuerbefreiung nachträglich festzusetzen. Fehlt es am Buchnachweis, kann die Steuerbefreiung selbst dann nicht gewährt werden, wenn alle anderen Voraussetzungen gegeben sind.

### Landwirtschaft

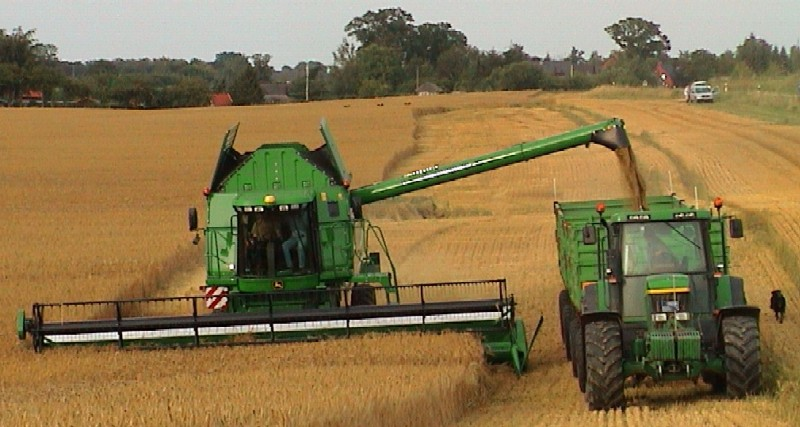
Fahrzeuge der Landwirtschaft sind von der Kraftfahrzeugsteuer befreit.

Von der Kraftfahrzeugsteuer befreit ist das Halten von Zugmaschinen (außer Sattelzugmaschinen), Sonderfahrzeugen (z. B. Mähdrescher) und Anhängern hinter den genannten Fahrzeugen (außer Sattelanhänger), wenn die Fahrzeuge ausschließlich
- in land-/forstwirtschaftlichen Betrieben,
- zur Durchführung von Lohnarbeiten in o. g. Betrieben,
- zu Beförderungen der o. g. Betriebe, wenn die Beförderungen im Betrieb beginnen oder enden,
- zur Beförderung von Milch, Molke, Rahm oder

von Land-/Forstwirten zur Pflege öffentlicher Grünanlagen oder zur Straßenreinigung im Auftrag der Gemeinden verwendet werden (§ 3 Nr. 7 KraftStG).
Ein landwirtschaftlicher Betrieb ist im steuerrechtlichen Sinne nur dann anzunehmen, wenn die Produktionsfaktoren Boden, Betriebsmittel und menschliche Arbeitskraft zum Einsatz kommen. Die Größe des Betriebes ist unerheblich, solange sie die eines größeren Hausgartens übersteigt. Beförderungen zugunsten land- oder forstwirtschaftlicher Betriebe sind nur dann umfasst, wenn die Beförderungen im Sinne des Betriebs in dessen Auftrag und Rechnung durchgeführt wird.

### Umweltschonende PKW
PKW mit Dieselmotor, die die moderne Euro 6 – Abgasnorm erfüllen, sind als besonders schadstoffreduzierte Personenkraftwagen mit Selbstzündungsmotor von der Kraftfahrzeugsteuer befreit (§ 3b KraftStG). Die Steuerbefreiung gilt für den Erstzulassungszeitraum vom 1. Januar 2011 bis 31. Dezember 2013. Sie gilt maximal bis zu einer Steuerersparnis von 150 Euro, endet aber spätestens am Ende des genannten Zeitraums.
Nachträglich mit einem Rußpartikelfilter ausgestattete Diesel-PKW, die vor dem 31. Dezember 2006 zugelassen wurden, werden bis zu einer angesparten Steuerersparnis von 330 Euro von der Kraftfahrzeugsteuer befreit. Voraussetzung ist, dass der PKW anschließend die Partikelminderungsstufen PM1 bzw. PM0-PM4 oder die Partikelminderungsklassen PMK1 bzw. PMK0-PMK4 erfüllt (§ 3c KraftStG).
Elektroautos sind bis 31. Dezember 2015 für die ersten 10 Jahre, ab 1. Januar 2016 für die ersten 5 Jahre nach der Erstzulassung von der Kraftfahrzeugsteuer befreit (§ 3d KraftStG). Anschließend erhalten sie eine Steuervergünstigung von 50 % auf die normale Kfz-Steuer (§ 9 Abs. 2 KraftStG).

### Sonstige Befreiungen
Schausteller erhalten für ihre Zugmaschinen, Wohnwagen und Packwagen Steuerbefreiungen, sofern diese ausschließlich dem Schaustellergewerbe dienen. Wohnwagen müssen hierfür ein zulässiges Gesamtgewicht von mehr als 3.500 kg aufweisen, Packwagen mindestens 2500 kg (§ 3 Nr. 8 KraftStG). Nach grundsätzlichen Vorschriften sind Wohnwagen hierbei nur solche umfasst, die als Anhänger mitgeführt werden. Als Packwagen gelten Einrichtungen zur Beförderung von Betriebseinrichtungen wie Verkaufs-, Schieß-, Verlosungs- oder Gerätewagen. Nach neuester Rechtsprechung des Bundesfinanzhofes sind auch selbstfahrende Wohnwagen von der Steuer zu befreien, selbstfahrende Packwagen allerdings nicht.
Kombiverkehr, der der Zustellung oder Abholung von Behältern mit mindestens fünf Kubikmetern Rauminhalt im Vor- oder Nachlauf von Eisenbahn-, Binnenschiffs- oder Seeverkehr dient, kann ebenfalls von der Steuer befreit werden (§ 3 Nr. 9 KraftStG). Begünstigt werden nur Transporte zum nächstgelegenen (technisch für die Verladung) geeigneten Bahnhof. Im Falle von Binnen- oder Seehäfen dürfen diese höchstens 150 km Luftlinie von der Be- oder Entladestelle entfernt sein. Die vorhergehende oder nachfolgende Seestrecke muss zudem mehr als 100 km Luftlinie ausmachen. Die Fahrzeuge müssen entsprechend äußerlich gekennzeichnet sein. Notwendig ist die Anbringung eines Schildes mit weißem K auf weiß gerändertem, grünem Untergrund von 15 × 15 cm Größe. Die bloße Kennzeichnung mit dem grünen Kennzeichen für Steuerbefreiungen genügt nicht. Auch Anhänger, die ausschließlich für diese Zwecke eingesetzt werden, können auf Antrag von der Steuer befreit werden (§ 10 Abs. 1 KraftStG).
Diplomatenfahrzeuge, die von diplomatischen und konsularischen Vertretungen und ihren Mitgliedern gehalten werden, sind ebenfalls von der Kraftfahrzeugsteuer befreit (§ 3 Nr. 10 KraftStG). Mitglieder der Vertretungen und das dazugehörige Geschäftspersonal dürfen zudem nicht der deutschen Gerichtsbarkeit unterliegen, Angehörige des Entsendestaates sein und in Deutschland keine Erwerbstätigkeit ausüben. Die Steuerbefreiung muss zudem im Entsendeland für deutsche Diplomatenfahrzeuge auf Gegenseitigkeit beruhen.
Die Steuerbefreiung für Fahrzeuge mit Ausfuhrkennzeichen von höchstens drei Monaten Gültigkeit entfiel im Rahmen einer Änderung der Kraftfahrzeugsteuer im Sommer 2010. Seitdem sind Fahrzeuge mit Ausfuhrkennzeichen voll steuerpflichtig.